# 驚異の未来生物: 人類が消えた1000万年後の世界
『驚異の未来生物: 人類が消えた1000万年後の世界』（原題: Demain, Les Animaux Du Futur）は、CGアーティストのマルク・ブレーと古生物学者セバスティアン・ステイエによる、2015年の著作。日本語版タイトルで示されている通り現代から1000万年後の世界を舞台とし、その時代に生息する生物の生態とその進化（思弁進化）を描く。本作はもっともらしく制作されたフィクション作品であることが明記されており、実際に1000万年後に本書に掲載される生物は出現しないであろうことが述べられている。登場する生物は全20種に及び、そのどれもが高精細CGにより描写されている。また、進化学とともに解剖学的解説も掲載されているのが特徴の1つ。
構造は大きく4章に分けられる。1章から3章では、未来の大西洋中央部であるラッセル海、大西洋周辺部のマングローブ林、ヨーロッパ大陸とアフリカ大陸が融合した、かつての地中海であるエフレーモフ平野が含まれるユーラフリカ大陸の生物がそれぞれ描かれる。4章では著者らがどのように未来の地形を構成したかが綴られる 。
フランスでは報道番組で特集された。日本語版翻訳は遠藤ゆかり、日本語版監修は森健人。

## 設定

### 時代
現代までは実際の地球上の生命と同一の進化を辿る。新生代第四紀は完新世で終わりを迎え、1億2000万年後までが後生代、18億年後までが超生代、50億年後までが終生代とされる。超生代の末には地球上で生命の生存が不可能となり、終生代の末には超新星と化した太陽に飲み込まれて地球自体が消滅する。本書の舞台は後生代初期にあたる現代から1000万年後の世界であり、これは1000万年後という時代が地質学的スケールでは現代から近すぎも遠すぎもせず、現代の生物とかけ離れた姿をしながらも同じ分類群に属する生物を描写できるためである。

### 地理
地形は大陸移動の影響を受けてはいるが、1000万年という比較的短い時間スケールであるため、パンゲア大陸に続く超大陸の形成には至っていない。アフリカ大陸とユーラシア大陸が衝突してユーラフリカ大陸が形成され、南アメリカ大陸とアフリカ大陸が離れて南大西洋の水深が深くなっている。太平洋は面積がやや減少したものの、大きな変化は起きていない。オーストラリア大陸が北上したため南極海が広がり、当該海域の水温は上昇した。

### 環境
1000万年後の地磁気を正確に予測することは不可能であるため、本作では現在の地球と同じ磁場が設定されている。また、気温は人類による地球温暖化が終わり、元の気候へ戻ろうとしている途中に設定されている。

## 登場する生物
現生の哺乳類は翼手目を除いて大半が絶滅し、空いたニッチを主に鳥類・両生類・頭足類などがそれぞれ引き継いだ生物相を形成している。この時代における爬虫類などがどのような生態をしているかは不明。

### ラッセル海
名前はデイル・ラッセルから。大西洋中央部に形成された海で、最深部は水深 4000 m 以上に及ぶ。
ステゴイクチス・ルミノスス
深海に生息するナマズの子孫。頭部に発光器を持つ。群生であり、オキアミのような生態的地位に属する。他種には、沿岸部に生息し、ひげから電流を流して獲物を仕留める最大種（体長40センチメートル）のS・ソシアリス、同じく沿岸部に生息するS・オルナトゥスがいる。

ベントギリヌス・ギガンテウス
深海に生息する未来のピパ。オタマジャクシの後肢が出る時点で繁殖可能な状態になり（いわゆる幼形成熟）、雌は全長40メートルに達する。なお矮雄である雄は15メートルほどである。

シアムス・オルナトゥス
ベントギリヌスの表皮に生息する甲殻類で、全長30センチメートル。

ネオクトープス・フェクス
ベントギリヌスの表皮に生息するタコ。海藻に擬態し、宿主の歯ブラシの役目を務める。

カプレラ・ヴェルネイ
未来のワレカラの近縁種。ベントギリヌスの表皮に生息する。

ロンボセピア・インペラトール
コウイカの子孫。ロンボセピア・メガリンクスなど他種がいる。

デルフィミムス・ジャメスカメローニ
属名は「イルカに似たもの」を意味し、種小名はジェームズ・キャメロンに由来する。イルカに似たイカで、魚を捕食する。

イクチオセピア・スコンブルス
サバに似たイカ。秩序だった群れで生活している。

イクチオセピア・ムッテレッリ
熱帯地方に生息するイカ。サンゴを食べる。

ネオピゴセリス・デンタトゥス
ペンギンの子孫。魚竜に酷似し、彼らと同じく卵胎生である。一生を海で過ごす。

プロペロネクテス・ブリアーニ
ウミツバメの子孫であるが、飛翔能力はない。強力な後肢で水を掻いて遊泳する。

### マングローブ林
ヴェロキプテルス
紅樹林に生息するコウモリの子孫。昼行性の肉食種で、指は2本のみ。V・アズーリや、翼で曲芸を行うV・アクロバティクス、嗅覚が発達したV・ゴドレウスキー、穀物を食糧とし植物の受粉を媒介するV・クロロフィルス、現在の中型の鳥類のニッチに属し、眼球の奥にあるタペタムという層で光を反射して森の下草に住む昆虫を捕捉し、虫を掴むのに適した鉤がついた拇指を持つV・ボイセイなどがいる。

ギガプテルス・トロポスフェルス
大型の渡り鳥やコンドルのニッチに属するコウモリの子孫。一生を空中で過ごす。

ストルティオプス・フィリプクディキ
ダチョウの子孫。学名は駝鳥の属名にフィリップ・K・ディックを付けたもの。時速80キロメートルで走る能力を持つものの、レム睡眠をする能力も健在であるため、睡眠中に彷徨い捕食者の餌食になることもある。

トリンガプテルス・エレガンス
「翼のないクサシギ」という意味の学名を持つ。近縁種にT・ダフトプンキがおり、こちらの種小名はダフトパンクに由来する。

ネオキダリス・シュワルツェネッゲリ
陸に適応し、管足の代わりに棘が変化した足で歩くウニの子孫で、甲殻類を襲う。
種小名は｢破壊力の大きさ｣を意味している。

ネオキダリス・ブルセレイ
夜行性のウニ。上記のシュワルツェネッゲリと同じく陸棲で、歩行する。

ハドロルニス・ラエトゥス
カモの子孫。本作に登場する鳥類の例に漏れず、本種も飛翔能力を持たず翼は消失している。

### ユーラフリカ大陸
ティラノルニス・レックス
ヨウムの子孫。飛翔能力を失い、祖先である獣脚類に似た風貌となっている。T・インペラトール、T・ウェルベリ、T・レウキなどの複数の種類がおり、現生の食肉類の生態的地位を引き継いでいる。

スコロペンドラ・ヴォラン
飛翔能力を持つムカデの子孫。

ジラフォルニス・ヴァンダイキ
翼を失った代わりに四肢を発達させたマガンの子孫。翼も長い前肢に変化しておりキリンに酷似する。

ネクロプテリス・ギゲリ
ヒゲワシの子孫。主に生物の死体を食糧とし、そこへ産卵して腐敗の際の熱で卵を温める。
上記のティラノルニスの獲物を巡って争う描写があり、このシーンのメイキングがYouTube上で公開されている。

ネオヴィラプトル・ブレヴィリンクス
世界各地に分布するカラスの子孫。卵を食べる為に特殊化した嘴を持ち、ティラノルニスの卵を常食とする。

ノスフェラポダ・キンスキー
ユーラフリカとアメリカの乾燥した平野に生息するチスイコウモリの子孫。飛行能力はなく、いわゆるナックルウォークによって歩行する。

タルピドルニス・セシャニ
ハタオリドリの子孫。真社会性で地下に巣を作るなど、生態その他はハダカデバネズミに酷似している。オーストラリアに生息するT・ミノグイ、後述するネオフォルビアの周りに泥と唾液で「タルピニエール」と呼ばれる巣を作るT・ウンジアニなど多くの種類がいる。

ネオフォルビア・ウェルシ
トウダイグサの一種。他に、触手のような根を持つN・ロヴェクラフティ、羽ぼうきのような形をしたN・タルコフスキ、クルミのような球の上にシンプルな茎が伸びたN・ルカシ、アジアに生息するがっしりとした幹と露を集めるしなやかな根を持つN・ミヤザキがある。

コッシマ・マニフィセンス
エフレーモフ平野に生えるネオフォルビアを巣とする、飛べないハチドリの子孫。近縁種に、個体数の少ないC・レティッシエリがいる。

## 他作品との関連
登場生物の学名には生物学者や作家などへの献名による種が複数あるほか、地上性コウモリが登場する未来を描いた作品としてドゥーガル・ディクソンの『アフターマン』やイギリスのSFドラマ『プライミーバル』が紹介されている。

## 展開
原語版でもあるフランス語版は2015年5月20日に、日本語版は2017年8月23日に発売された。CGデザインを担当したマルク・ブレーは自身のYouTubeチャンネルで本作のメイキング映像やインタビュー映像など複数の動画を公開している。インタビュー映像はフランスの報道番組 64' Le Monde en français によるもので、マルク・ブレーとセバスティアン・ステイエの両名がスタジオに出演して本書を解説した。
地球生物の進化を過去から辿って展示しているベルギー王立自然史博物館の常設展の進化ギャラリーでは、恐竜の化石やメッセル採掘場から産出した新生代の動物化石、現代の生物の剥製が展示されているが、時系列上でその先に位置する未来の生物として本書に関連する生物の模型も展示されている。本書のプロペロネクテス・ブリアーニと同属であるプロペロネクテス・ルッセリ、フクロギツネの子孫トリコプテリクス・ディクソニ、カピバラの子孫コルティコカエリス・ゴウルディなどがあり、いずれも本書の設定とは異なる5000万年後の生物とされている。

## 書誌情報
- Boulay, Marc; Steyer, Sebastien (May 20, 2015) (フランス語). Demain, Les Animaux Du Futur. Bibliothèque scientifique. Paris: Belin. ASIN 2701158869. ISBN 978-2-7011-5886-0. OCLC 1123098258
- マルク・ブレー、セバスティアン・ステイエ 著、遠藤ゆかり 訳『驚異の未来生物: 人類が消えた1000万年後の世界』森健人（監修）、創元社、大阪市中央区淡路町4-3-6、2017年8月23日。ASIN 4422430254。ISBN 978-4-422-43025-6。 NCID BB24475513。OCLC 1002069050。全国書誌番号:22944210。